# Nassau Bay
Nassau Bay és una població dels Estats Units a l'estat de Texas. Segons el cens del 2000 tenia 4.170 habitants.

## Demografia
Segons el cens del 2000, Nassau Bay tenia 4.170 habitants, 2.049 habitatges, i 1.213 famílies. La densitat de població era de 1.210,6 habitants/km².
Dels 2.049 habitatges en un 17,5% hi vivien nens de menys de 18 anys, en un 49,5% hi vivien parelles casades, en un 7% dones solteres, i en un 40,8% no eren unitats familiars. En el 35% dels habitatges hi vivien persones soles el 9,9% de les quals corresponia a persones de 65 anys o més que vivien soles. El nombre mitjà de persones vivint en cada habitatge era de 2,04 i el nombre mitjà de persones que vivien en cada família era de 2,59.
Per edats la població es repartia de la següent manera: un 15,3% tenia menys de 18 anys, un 6,8% entre 18 i 24, un 25,4% entre 25 i 44, un 34,4% de 45 a 60 i un 18,1% 65 anys o més.
L'edat mediana era de 47 anys. Per cada 100 dones de 18 o més anys hi havia 97,3 homes.
La renda mediana per habitatge era de 57.353 $ i la renda mediana per família de 77.252 $. Els homes tenien una renda mediana de 52.295 $ mentre que les dones 38.819 $. La renda per capita de la població era de 39.113 $. Aproximadament el 3% de les famílies i el 4,5% de la població estaven per davall del llindar de pobresa.

## Poblacions més properes
El següent diagrama mostra les poblacions més properes.